# 87º Reggimento fanteria "Friuli"
L'87º Reggimento Fanteria "Friuli" è stato una unità militare del Regio Esercito e dell'Esercito Italiano che ha operato per oltre un secolo tra la fine del XIX e la fine del XX secolo.

## Storia
L'87º Reggimento Fanteria è stato costituito a Milano il 1º novembre 1884 ed inquadrato con il gemello 88° nella Brigata "Friuli". 
e già nel 1885 l'anno successivo alla sua costituzione, personale del reggimento prese parte alla campagna d'Eritrea.
Personale del reggimento venne poi mobilitato anche in occasione di un'altra impresa coloniale italiana in occasione della conquista della Libia del 1911 - 12.

### Prima guerra mondiale
Nel corso della prima guerra mondiale il reggimento che allo scoppio delle ostilità aveva la sua sede a Siena, ha combattuto a Monte Cosich, Cave di Selz, Monte Mosciagh e nella Conca di Plezzo, concludendo il conflitto in Val Lagarina.
Comandanti del Reggimento durante la prima guerra mondiale
- Colonnello Vincenzo Vilardi, dal 24 maggio al 1º ottobre 1915.
- Colonnello Ettore Buzio, dal 7 ottobre 1915 al 16 maggio 1917.
- Tenente colonnello Leonida Matarelli, dall'11 giugno al 24 ottobre 1917 (ferito).
- Tenente colonnello Alessandro Angiono, dal 18 novembre 1917 al 28 marzo 1918.
- Colonnello Romolo Avanzini, dal 25 marzo al 4 settembre 1918.
- Tenente colonnello Tommaso Francavilla, dal 5 settembre al 29 ottobre 1918.
- Colonnello Umberto Cerocchi, dal 30 ottobre 1918 al termine della guerra.

### Tra le due guerre
Con l'attuazione della legge 11 marzo 1926 sull'ordinamento del Regio Esercito, venne sciolto il 15 novembre 1926 e cedette un battaglione al 90° ed uno al 91º Reggimento.
Il 9 marzo 1937 viene costituito ad Arezzo l'87º Reggimento Fanteria "Friuli", destinato alla XIXª Brigata di fanteria; l'unità a partire dal 1º novembre assunsee le funzioni di reggimento scuola per AUC di fanteria. Con la formazione delle divisioni binarie, dal 15 settembre 1939 l'87° venne assegnato alla Divisione di fanteria "Friuli" (20ª) unitamente all'88º Reggimento fanteria e al 35º Reggimento artiglieria per divisioni di fanteria.

### Seconda guerra mondiale
Nei primi mesi del 1940 lascia le funzioni di ente addestrativo alla Scuola AUC di Fanteria formatasi anch'essa in Arezzo ed allo scoppio della seconda guerra mondiale viene schierato al confine francese. La fisionomia organica era la seguente:
- Comando
- Compagnia comando
- Tre battaglioni fucilieri,
- Compagnia mortai da 81,
- Batteria armi di accompagnamento da 65/17 sostituiti in seguito con cannoni da 47/32

Nel 1941 il reggimento prese parte alla campagna contro la Jugoslavia.
Nel 1942 venne rischierato in Corsica nel 1942, dove dopo l'armistizio dell'8 settembre prese parte ai combattimenti contro i tedeschi.
Lasciata la Corsica, nel novembre 1943 venne trasferito in Sardegna, successivamente, dopo lo sbarco a Napoli venne dislocato per l'addestramento con i nuovi equipaggiamenti (inglesi) nel Sannio, perfezionato in Radda in Chianti e poi entrando a far parte nel settembre 1944 nel Gruppo di Combattimento "Friuli", con cui ha operato dai primi del 1945 sul fronte del Senio e successivamente ha preso parte alla liberazione di Bologna.
Comandanti dal 1937 al 1943
- Colonnello Arturo Busto
- Colonnello Giuseppe Cagianelli
- Colonnello Armando Bronzini
- Colonnello Vittorio Cimmino
- Colonnello Ferdinando Carignani
- Colonnello Guido Betoni
- Colonnello Giuseppe Dragoni

### Dal dopoguerra allo scioglimento
Nel dopoguerra, l'87º Reggimento venne inquadrato nella Divisione di fanteria "Friuli", ricostituita Il 15 ottobre 1945 dal Gruppo di combattimento "Friuli", rimanendo in forza alla grande unità fino al 30 novembre 1958, quando la Divisione venne riconfigurata a livello di Brigata e il reggimento soppresso.

### 87º Battaglione motorizzato "Senio"
A seguito della ristrutturazione dell'Esercito Italiano del 1975, il 23 settembre dello stesso anno, dal II battaglione del 78° "Lupi di Toscana" in Pistoia, viene ricostituito l'87º Battaglione motorizzato "Senio", per la Brigata motorizzata "Friuli", che ha ereditato le tradizioni e la bandiera di combattimento dell'87º Reggimento fanteria "Friuli".
Il battaglione ha operato con la Brigata nella Forza d'intervento rapido (F.I.R.) e venne sciolto il 31 gennaio 1991.
La Bandiera di guerra del Reggimento è decorata di un Ordine Militare d'Italia ed una Medaglia d'argento al Valor Militare.

## Onorificenze

### Decorati
- Luigi Varanini, Saf-Saf, 1º luglio 1913.
- Giovanni Quircio, Fronte del Senio, 16 febbraio -31 marzo 1945.